# 打西瓜

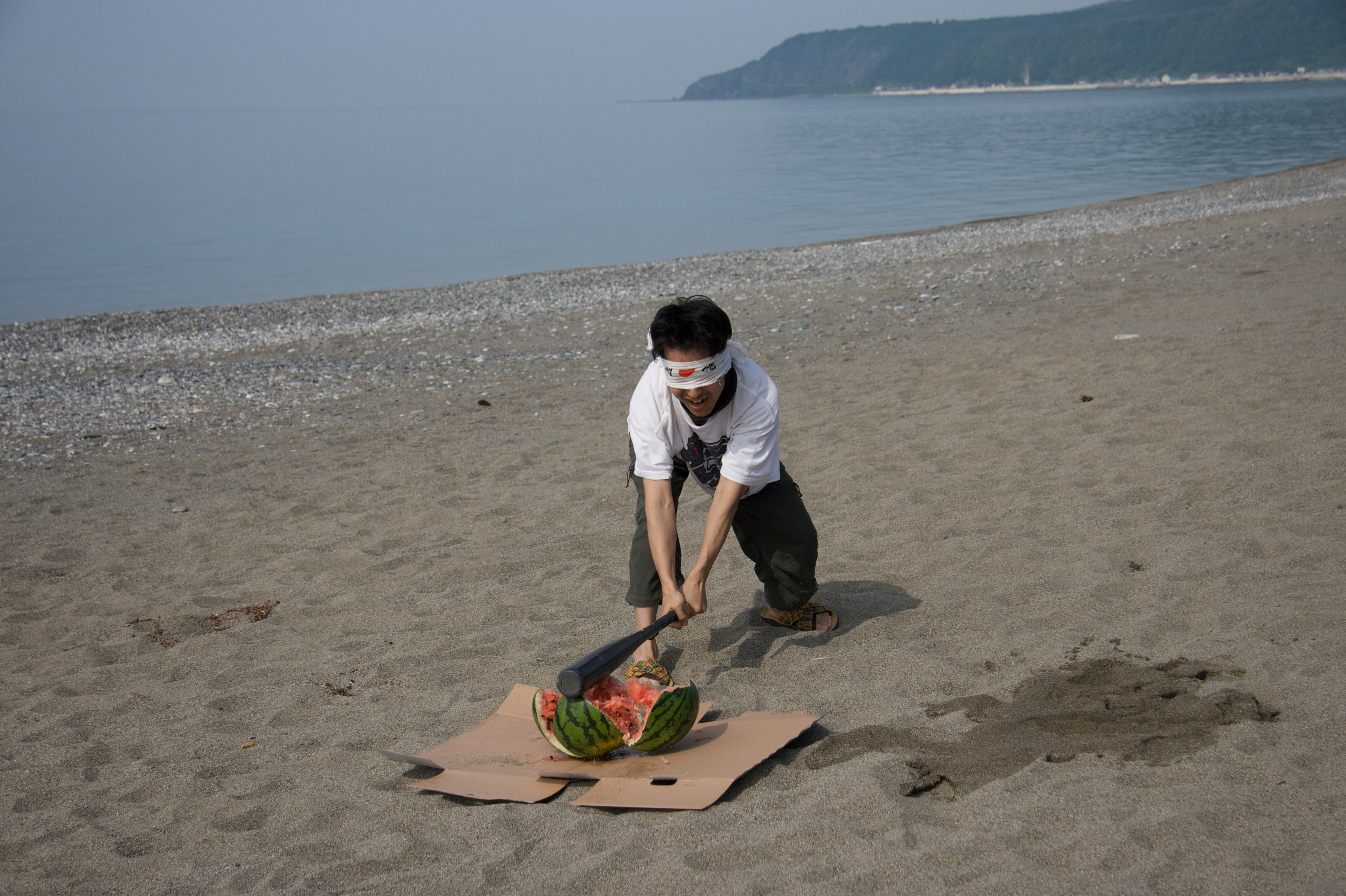
一位矇著眼的男子進行打西瓜遊戲。

打西瓜（すいかわり）是日本夏天在海水浴場、沙灘流行的一種集體遊戲。遊戲劃定一個區域，將西瓜放在沙灘上，於指定區域內隨便放置，蒙上遊戲者的眼睛，於原地轉幾圈，遊戲者聽從周圍參與者的提示，一邊猛打，打到了西瓜就算勝利。為了提高遊戲的難度，會分為搗亂者和夥伴，夥伴一般人數比較少，搗亂者較多，因為在引導遊戲者正確打到西瓜，搗亂者發出聲音，壓倒夥伴，讓遊戲者找不到方向，此為遊戲具體玩法，因各地習慣或遊戲方式不同，玩法也會多種多樣。 

## 人數
不限

## 外部連結
- みちのく村山農協 （页面存档备份，存于） - 日本打西瓜推進協会